# Reovačka greda
Die Reovačka greda ist der bekannteste Kamm im Orjen und der Bijela gora. Als Reovačka greda wird der steilste Bereich eines zusammenhängend 17 km langen Grates zwischen der Pazua und der Velika Jastrebica genannt. Im Westen wird sie vom Gipfel des Međugorje im Osten vom Vučji zub begrenzt. Sie ist durchgehend über 1700 m hoch und kuliminiert im Vučji zub.
Als schönster Kamm im Orjen stellt sie alpine Herausforderungen.

## Galerie

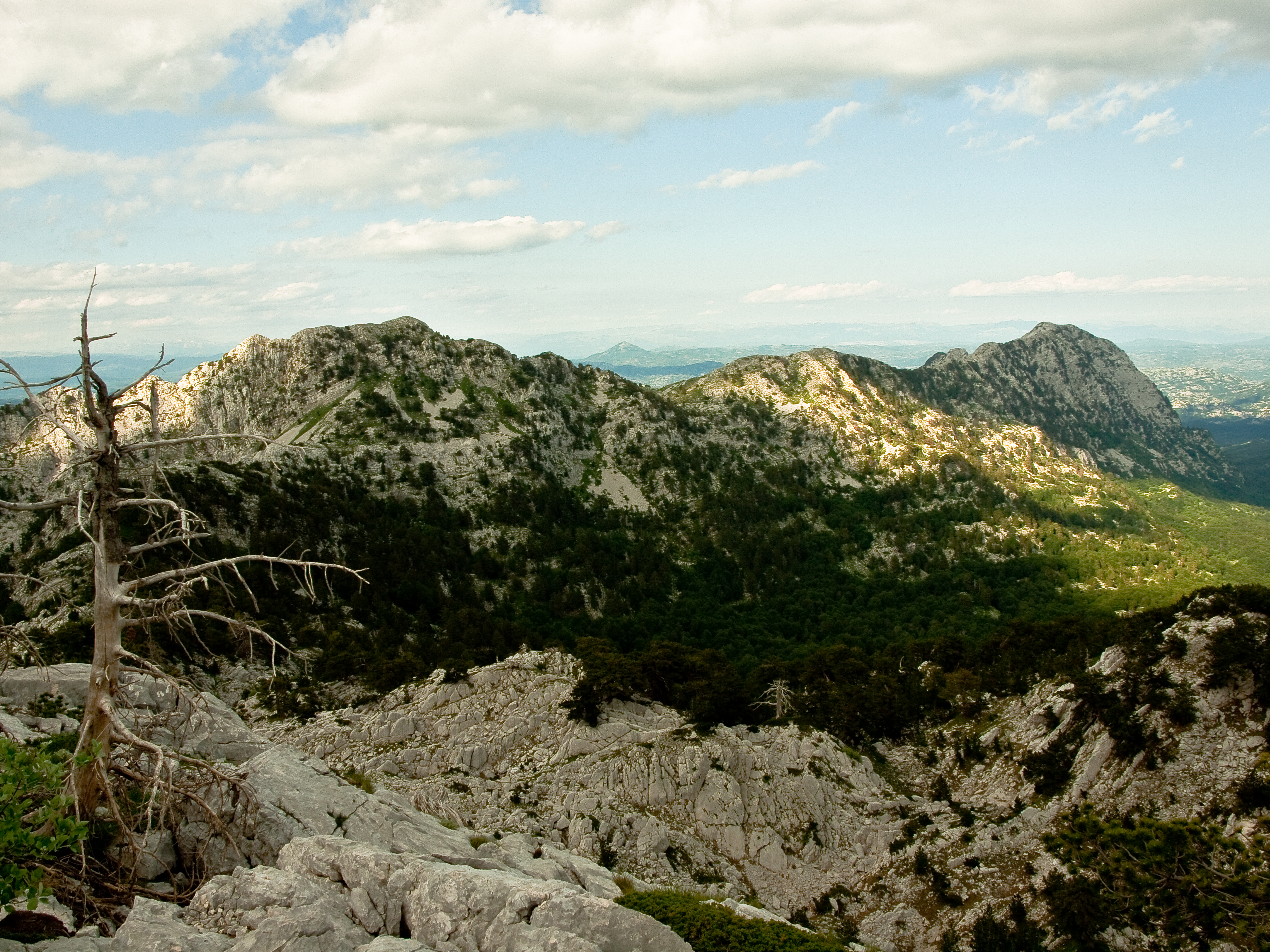
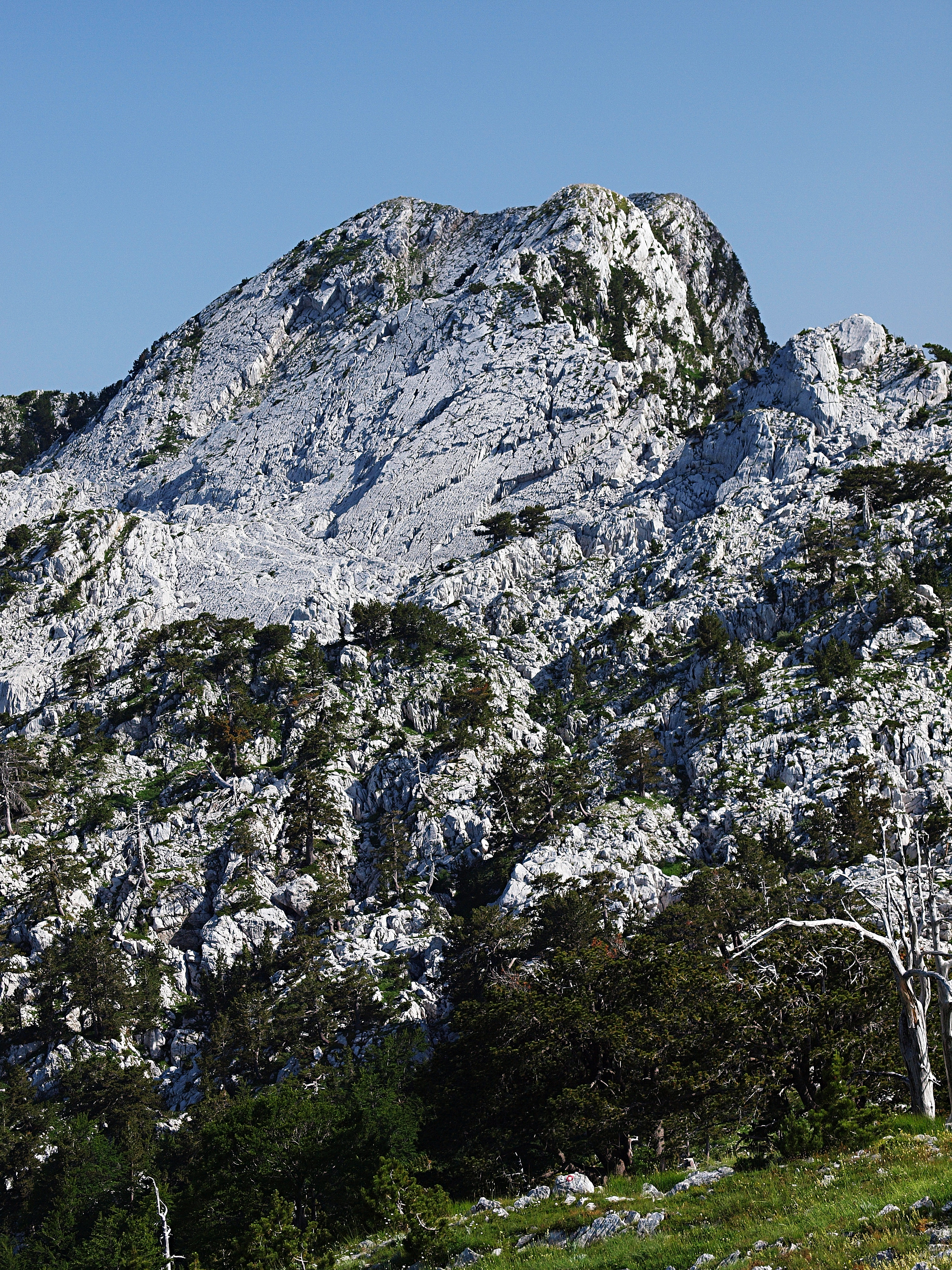
Der Vucji zub über der Adria
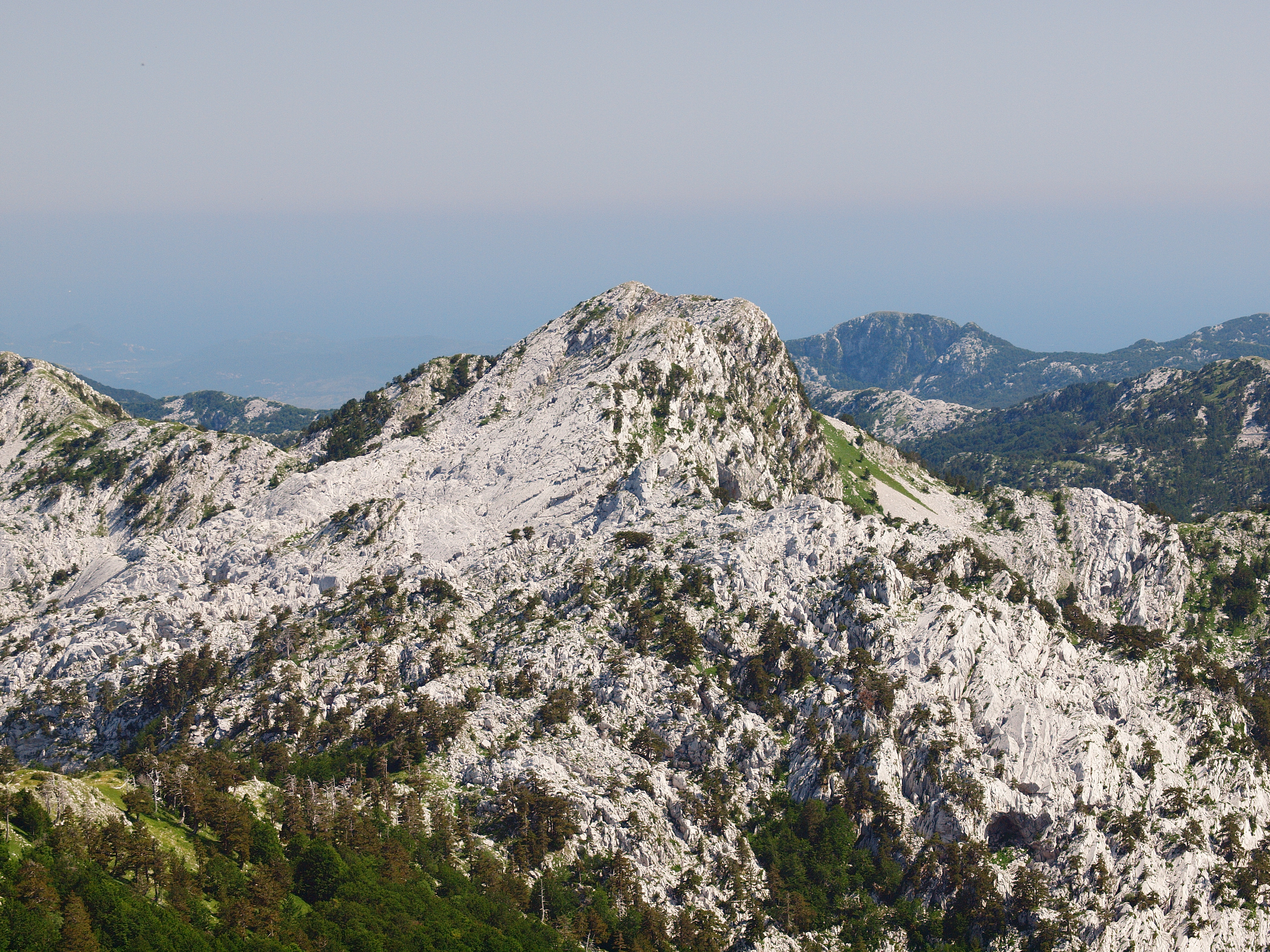
Der Vucji zub von der Bijela gora aus
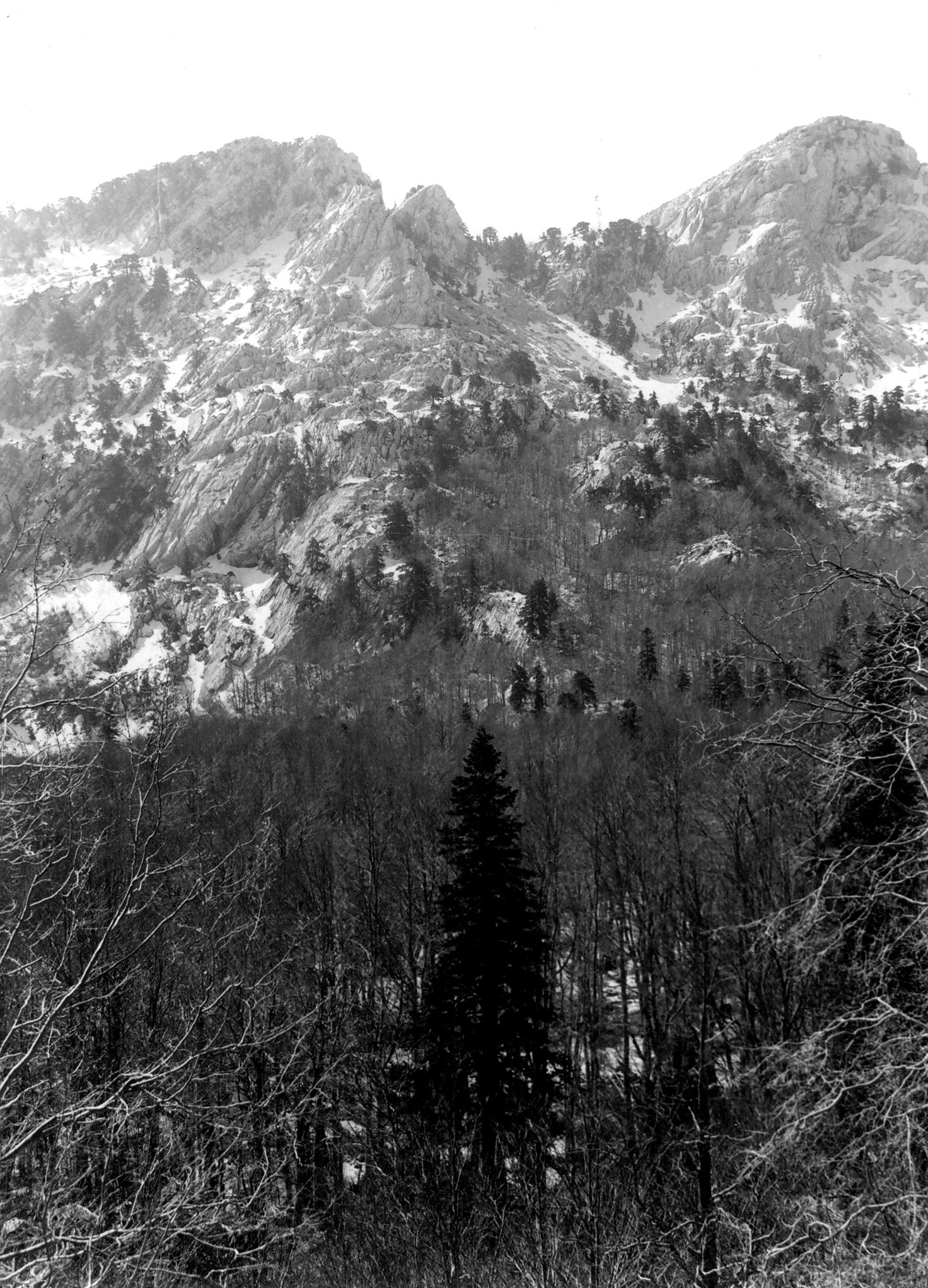
Die Velika Pazua und der Međugorje in der Reovačka greda
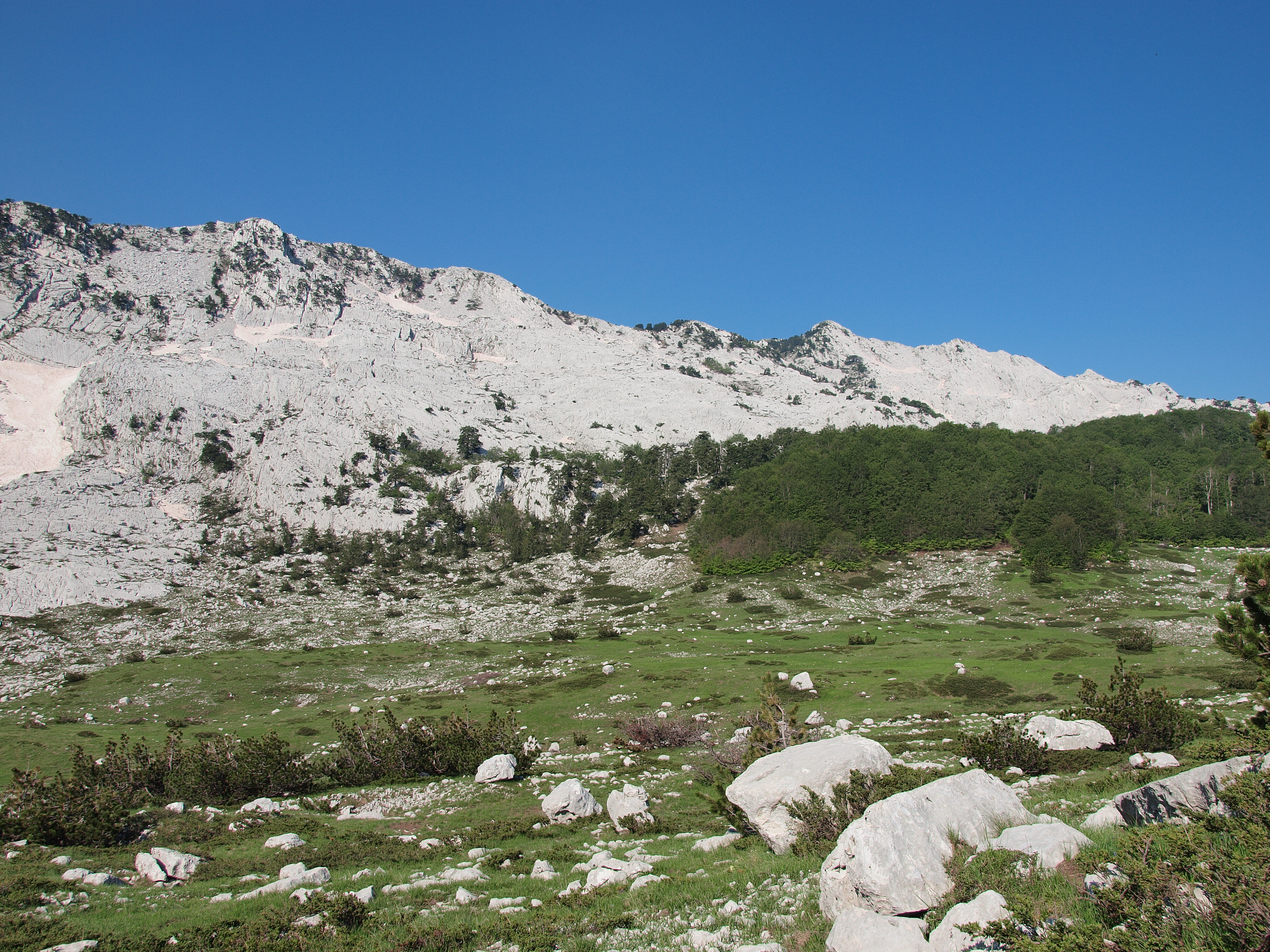
Borovi do unterhalb der Reovačka greda
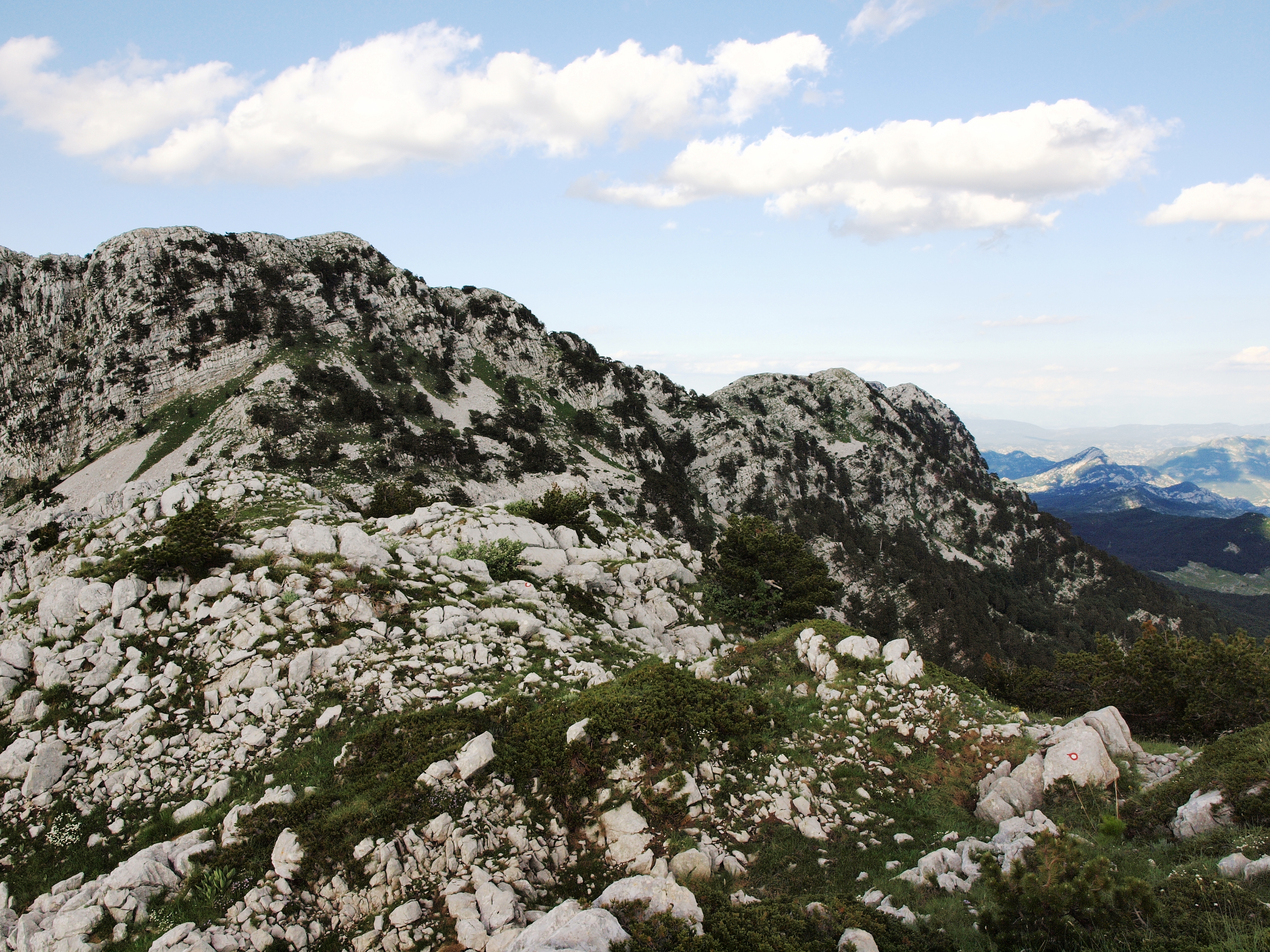